# Ernst Brasche
Ernst Konrad Otto Brasche (em russo:  Эрнест Браше; Reval, 27 de novembro de 1873 — Tallinn, 12 de novembro de 1933) foi um velejador russo-estoniano, medalhista olímpico. Ele competiu nos Jogos Olímpicos de Verão de 1912 na classe 10 Metre e conquistou a medalha de bronze na disputa a bordo do Gallia II com Esper Beloselsky, Karl Lindholm, Nikolay Pushnitsky, Aleksandr Rodionov, Joseph Heinrich von Schomacker e Philipp Strauch.
Em 1893, graduou-se no Ginásio Gustav Adolf e em 1894, matriculou-se na Faculdade de Medicina da Universidade de Tartu, graduando-se em 1899. Durante a Guerra Russo-Japonesa, foi médico no serviço da Sociedade da Cruz Vermelha Russa em Harbin. Após a guerra, ele permaneceu em São Petersburgo, onde foi médico durante a Primeira Guerra Mundial de 1915 a 1918.